# 本田維憲
本田 維憲（ほんだ これのり、1936年5月6日 - ）は、日本の政治家。元大分県速見郡日出町長（2期）。株式会社ハーモニーランド監査役、株式会社日出ハイテック代表取締役社長を歴任。

## 略歴

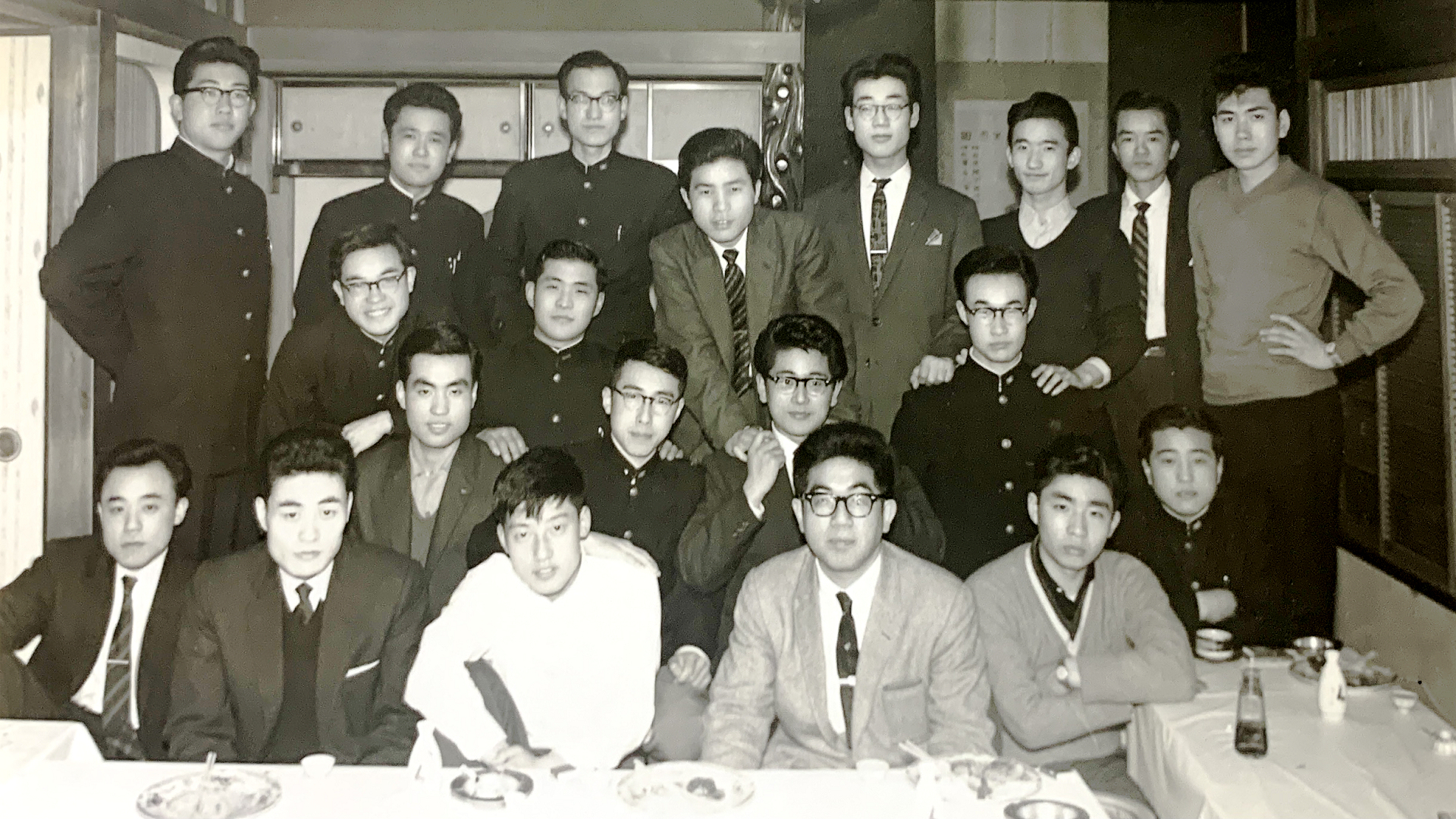
藤原弘達教授に師事（明治大学時代）

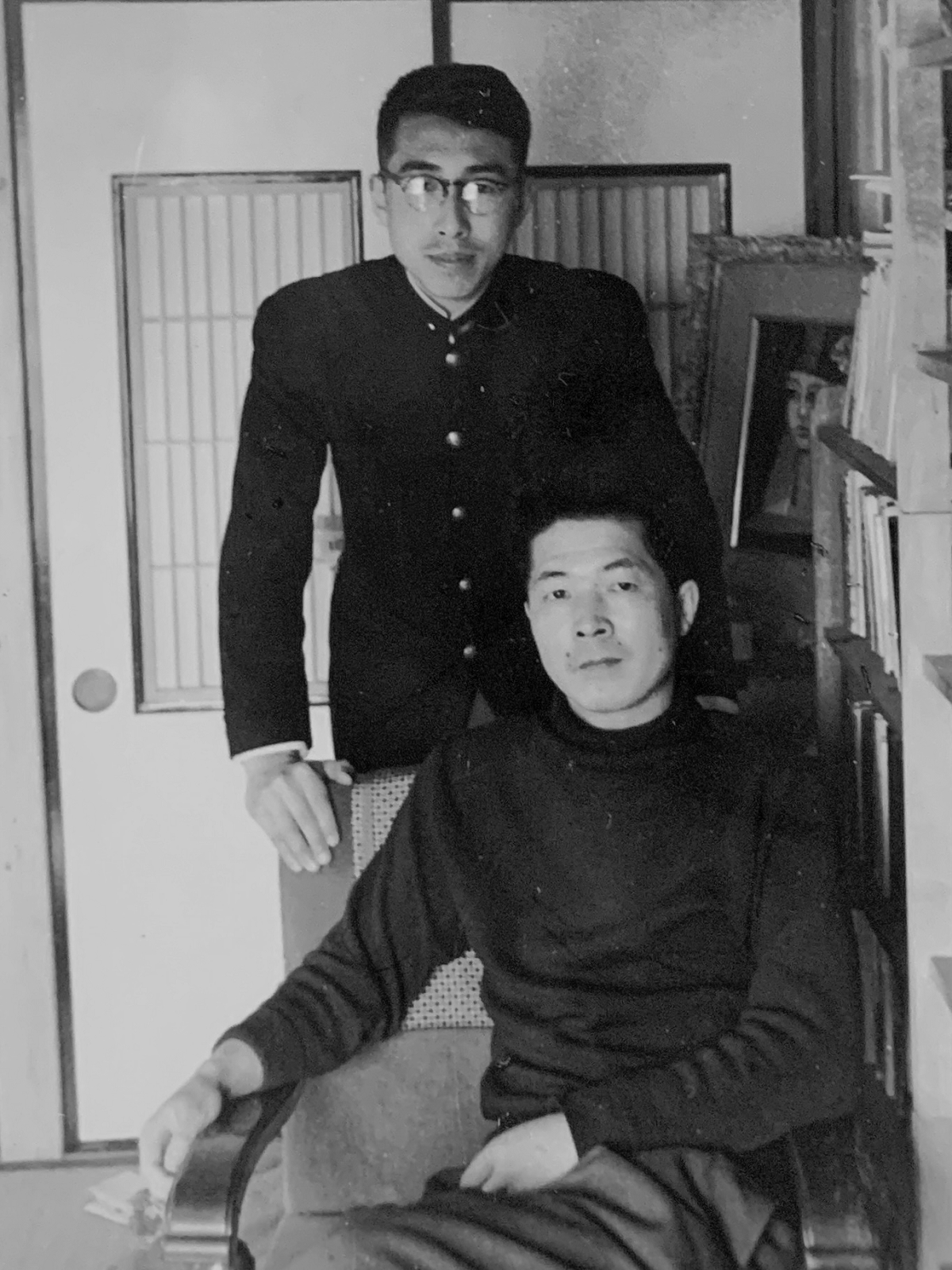
ゼミ担当の橋川文三

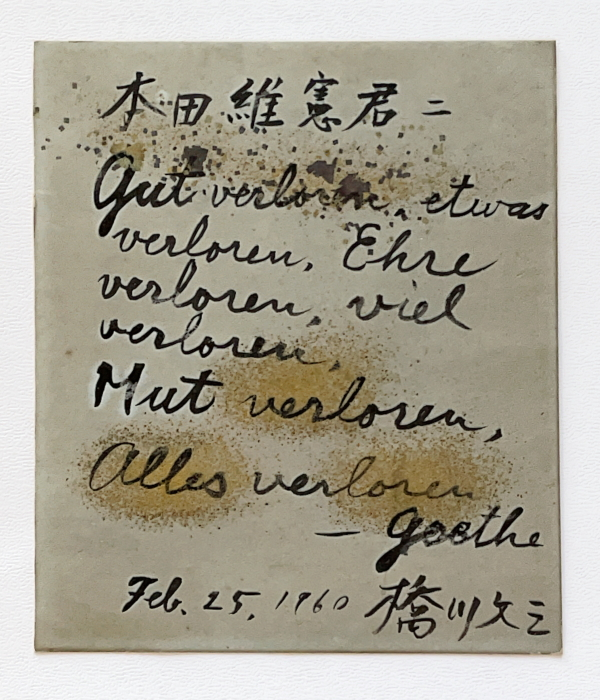
橋川文三からのメッセージ（ゲーテの格言）

1936年（昭和11年）5月6日、大分県直入郡松本村（現・竹田市）で軍医をしていた本田文生と妻［歯科医師］千枝の三男として生まれる。
大分県立竹田高等学校、明治大学政治経済学部政治学科卒業。1960年（昭和35年）に株式会社ラジオ大分（現・株式会社大分放送）に入社。秘書部長、総務局長等を歴任し、1994年（平成6年）に大分放送を退職。この間、1975年（昭和50年）に日出町に移住。
1996年（平成8年）に民間出身として初めて日出町長に当選（一期）。2000年（平成12年）には任期満了に伴う町長選で再選（二期）。
平成の大合併では、隣接する杵築市、山香町、大田村との合併を推進する立場をとった。2003年（平成15年）1月に設置された4市町村合併協議会（法定協議会）では、日出町は新市名を速見市とし、庁舎を日出町に置くことを主張し、新市の名称や庁舎の位置をめぐって協議が難航。いったんは協議会の解散も決議されたが、2004年（平成16年）6月18日に新市名を杵築市、新庁舎の位置を日出町役場とすることを決定した。しかし、7月12日に4市町村で行われた合併関連議案の審議では、他市町村が可決した一方、日出町は否決。本田は7月20日に責任をとって町長の辞表を提出した。

### 年表
- 1936年 - 大分県竹田市に生まれる。
- 1955年 - 大分県立竹田高等学校卒業。
- 1960年 - 明治大学政治経済学部政治学科卒業。
- 1960年 - 株式会社ラジオ大分（現・株式会社大分放送）入社。
- 1978年 - 秘書部長、役員室次長兼任。
- 1987年 - 東京支社次長、業務部長、総務部長兼任。
- 1991年 - 株式会社メディアワーク（現・株式会社OBSメディアワーク）常務取締役、総合計画室長兼務。
- 1993年 - 株式会社メディアワーク専務取締役、総務局長兼務。
- 1994年 - 株式会社大分放送退職。
- 1996年 - 日出町長当選（一期）。民間出身で初当選。
- 1996年 - 株式会社日出ハイテック代表取締役社長[7]。
- 1996年 - 株式会社ハーモニーランド監査役。
- 1996年 - 大分県沿岸漁業振興協議会委員。
- 1997年 - 大分県都市計画地方審議会委員。
- 1998年 - 中央保健所運営協議会委員。
- 2000年 - 日出町長当選（二期）。任期満了に伴う町長選で再選。
- 2000年 - 別杵速見地域広域市町村圏計画策定審議会委員。
- 2001年 - 日出町とオーストラリア・ヌーサ市が友好協定を締結。
- 2002年 - 東九州自動車道大分県北建設促進期成会副会長。
- 2002年 - 大分県基地周辺整備対策協会副会長。
- 2002年 - 全国町村下水道推進協議会大分県支部長。
- 2003年 - 日出町、杵築市、山香町、大田村の4市町村合併協議会の会長に就任。
- 2003年 - 大分県土地改良事業団体連合会理事。
- 2003年 - 宇佐・国東半島観光協会会長。
- 2004年 - 町長を退任。

## 政策
- 日出町100年の町づくり第一歩、先人達がつちかったものを大切に受け継ぎ、新しくスケールアップした発想で21世紀に展開します。
- 行政だけではなく町民の活力と発想を活かした町づくり。クリーンでガラス張りの町政の推進。
- こどもたちに託せる未来の創造。緑と海に囲まれた日出町の自然を大切に。

## 人物

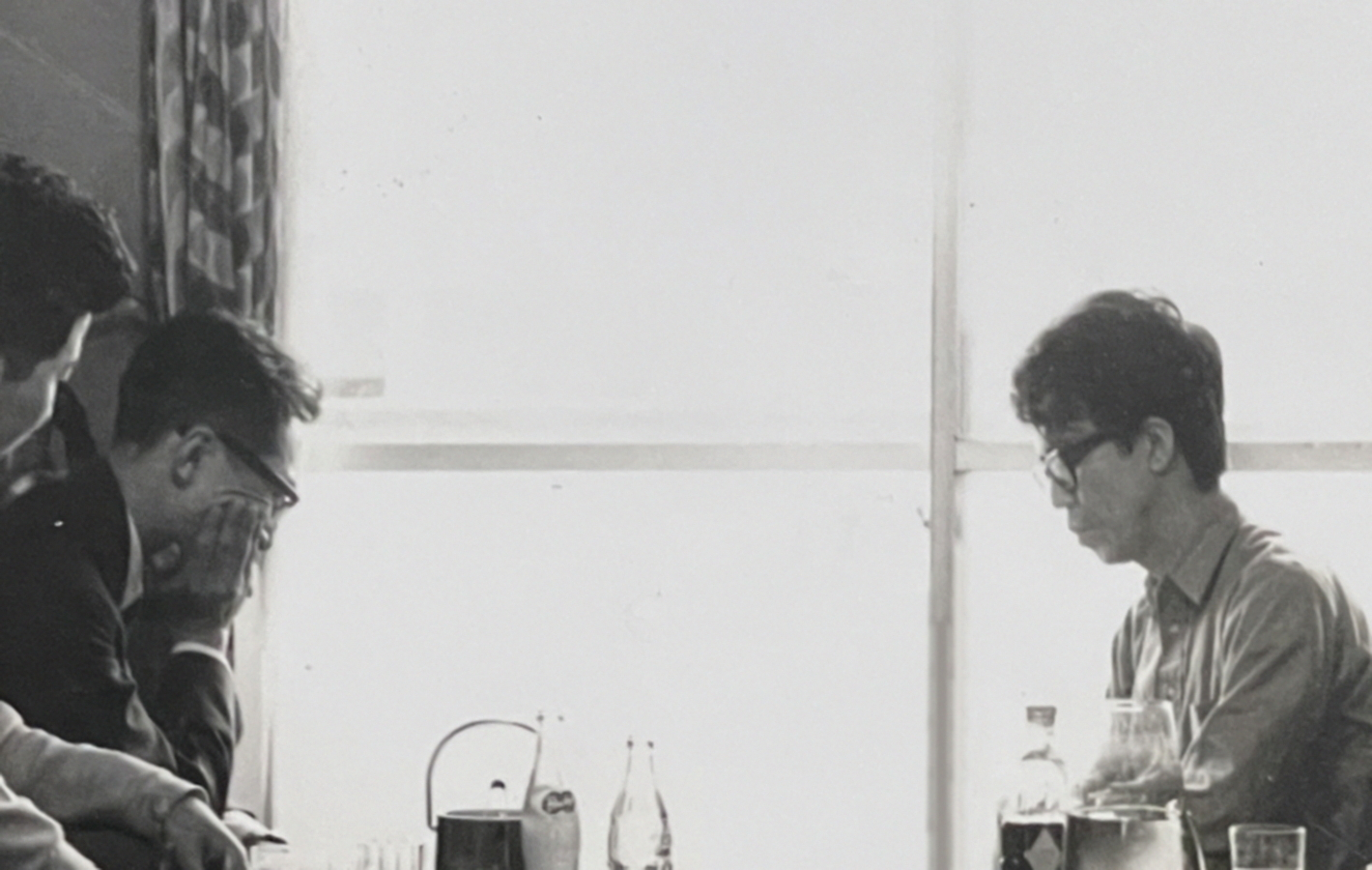
井上光晴と対局中（1967年頃）

- カトリック教徒。1989年9月30日に東京・麹町教会（聖イグナチオ教会）でルイス・アロイジオ・カンガス司祭から受洗。代父は将棋棋士の加藤一二三。
- 1994年4月に障害者のボランティア活動として、曽野綾子団長の「第11回目の不自由な方の聖地巡礼の旅」に妻と参加。1994年4月27日のローマ教皇ヨハネ・パウロ2世の特別謁見で按手を受ける。
- 囲碁愛好者で、大学時代は囲碁研究部で幹事長を務め、日出育碁会会長（2007年12月23日）、日碁会会長（2014年1月19日）[8]、日本棋院大分県本部監事（2017年1月9日）。日本棋院アマチュア六段。囲碁入門及び初級者教室の講師として囲碁の普及活動に積極的に取り組んでいる。
- 囲碁との出会いは、1945年（昭和20年）敗戦後、小学校3年生の時、父に碁盤の前に座らせされ教え込まれたことだった。1946年（昭和21年）には、囲碁棋士木谷實八段が巡業来県の際、岡藩主中川家の菩提寺・碧雲寺の囲碁大会で九子局の指導を受けている。